# Ilex coriacea
{{#ifeq:0|0|{{#if:Ilex coriacea|{{#if:|[[]}}|[[]]}}}}
Ilex coriacea — вид квіткових рослин з родини падубових.

## Морфологічна характеристика

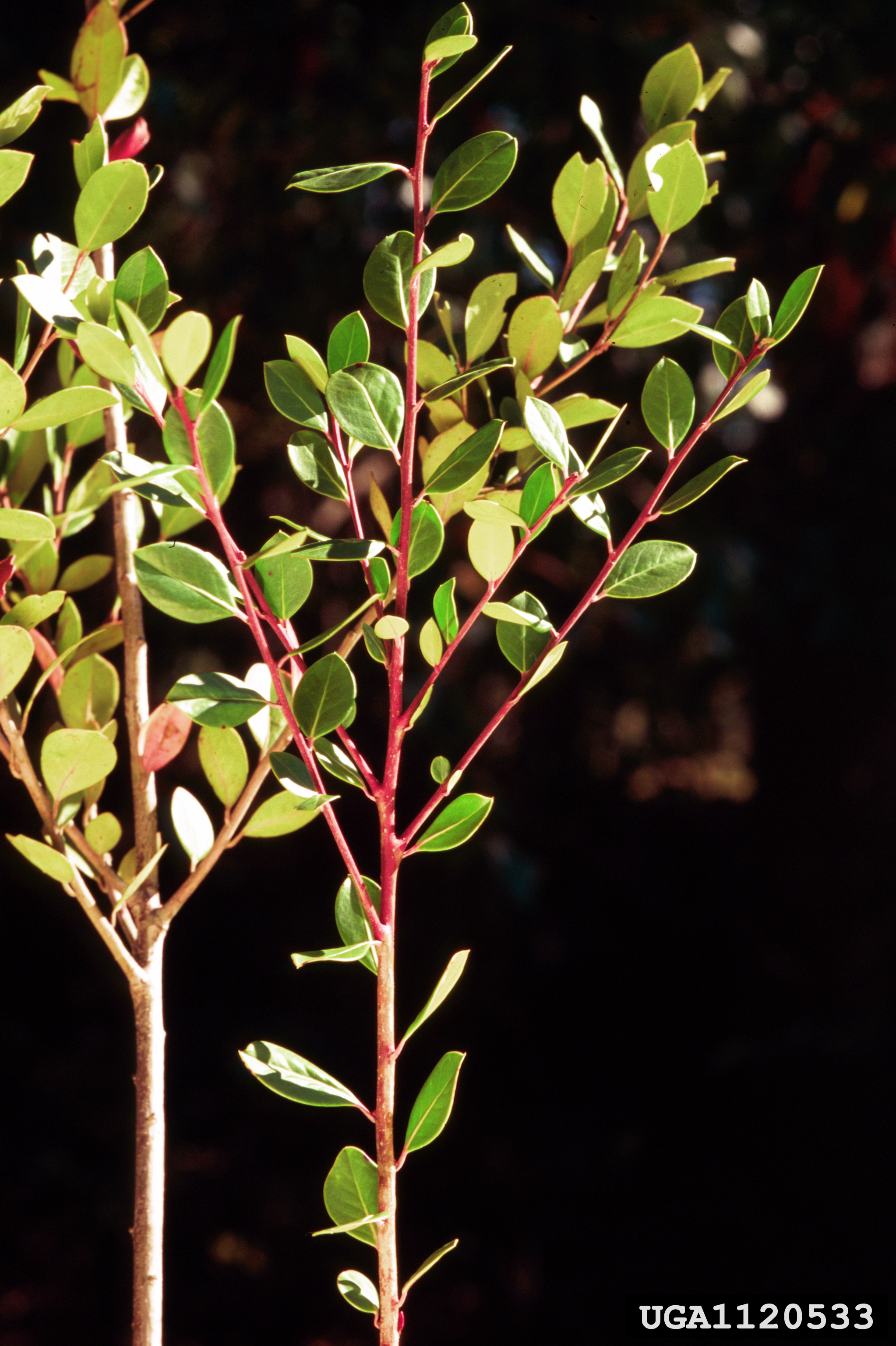

Це вічнозелений кущ чи невелике дерево, яке зазвичай досягає 3 метрів у висоту, але іноді досягає 7 метрів. Рослина може поширюватися біля основи за допомогою кореневищ

## Поширення
Вид центрального півдня й південного сходу США: Техас, Луїзіана, Міссісіпі, Алабама, Джорджія, Флорида, Південна Кароліна, Північна Кароліна, Вірджинія. Є часто панівним видом підліску у соснових саванах, населяє низькі вологі ділянки, такі як болота, затоки, річкові заплави, а також по берегах струмків і ставків, а також піщані ліси й болота.

## Використання
Кора кореня використовується при лікуванні застуди, кашель, опіків та зубного болю.